# Kurganská oblast
Kurganská oblast (rusky Курга́нская о́бласть, Kurganskaja oblasť) je federální subjekt Ruské federace (oblast). Administrativní centrum je Kurgan. Je začleněna do Uralského federálního okruhu.

## Historie
Kurganská oblast vznikla 6. února 1943.
Leninův řád (1959).

## Oblastní symboly

### Vlajka
Vlajka Kurganské oblasti je tvořena listem o poměru stran 1:2 se třemi vodorovnými pruhy – bílým, smaragdově zeleným a bílým. Uprostřed vlajky, v zeleném pruhu, je emblém vycházející ze znaku oblasti. Emblém je tvořen dvěma stříbrnými kurgany (mohylami). Levý (z heraldického pohledu) je menší a částečně zakryt pravým, větším. Siluety kurganů jsou odděleny tenkou, smaragdově zelenou linkou.

## Obyvatelstvo
Dle sčítání v roce 2002 byli z 1 019 532 obyvatel Kurganské oblasti největší etnickou skupinou Rusové (932 613) a tvořili 91,4 % populace. Ostatní větší etnické skupiny byli Tataři (20 899) s 2 %, Baškirové (15 343) s 1,5 %, Kazaši (14 804) 1,5 % a Ukrajinci (11 243) s 1,1 %. Ostatní populace je tvořena více než 140 různými etnickými skupinami (všechny pod 0,5 %).
- Celkový počet obyvatel: 1 019 532
  - Urbanizace: 574 381 (56,3 %)
  - Venkované: 445 151 (43,7 %)
  - Muži: 470 578 (46,2 %)
  - Ženy: 548 954 (53,8 %)
- Počet žen na 1 000 mužů: 1 167
- Průměrný věk: 38,2
  - Ve městech: 37,5
  - Na venkově: 39,0
  - Muži: 35,2
  - Ženy: 40,5
- Počet domácností: 388 304 (s 1 005 735 lidmi)
  - Ve městech: 220 813 (566 984 lidí)
  - Na venkově: 167 491 (438 751 lidí)

## Průmysl a zemědělství
Průmysl potravinářský, textilní a strojírenský (autobusy, zemědělské, polygrafické a chemické stroje).